# Showband
Et Showband er et band eller orkester med blæseinstrumenter og trommer. Der kan også tilføjes rytmegruppe (piano, bas, guitar). Besætningen varierer.
Showbands findes især i USA og Holland, hvor genren er yderst populær. Der findes i disse lande store kulturer for showbands, men også i stort set alle andre lande i verden findes showbands.
Det er svært at inddele showbands i typer, men der er nogle overordnede grupper:
1. De store: Typisk amerikanske showbands med alt lige fra 60-500 medlemmer, særligt high school-bands eller universitets-bands. Dyrker ikke nødvendigvis de klassiske musikdyder, såsom klang, intonation, men dog rytme. Disse typer bands fokuserer mere på selve størrelsen, og det overvældende indtryk det giver publikum, når så mange musikere spiller.
2. De mindre: Typisk bands som ikke har hjemme i USA. Fokuserer i høj grad på at få musik og koreografi til at gå op i en højere enhed.

Et showband må ikke forveksles med andre typer orkestre, såsom marchingbands, brassband eller bigbands, men er en selvstændig genre, selvom den har enkelte lighedstegn med disse.
I Danmark er genren ikke særlig udbredt, men meget populær hvor den findes.
Et dansk eksempel på et showband er Copenhagen Showband, som var det første af sin art i Danmark.

## Eksterne link
- Ian Gallagher's Showband Memoirs Arkiveret 11. marts 2007 hos  Wayback Machine
- Irish Showbands
- The Jivenaires present the showbands: liste med kendte showbands